# 光果科
光果科又名尖药科，只有唯一一属，可能有几种，都是生长在南美洲的热带地区的小乔木。
1981年的克朗奎斯特分类法将光果科列入柿目，1998年根据基因亲缘关系分类的APG 分类法认为其无法将其列入任何一个目中，属于系属不清的科，2003年经过修订的APG II 分类法不承认这个科，将这个属列入柿科。